# Le Rêve (Les Sentinelles de l'air)
Pour les articles homonymes, voir Le Rêve.
Le Rêve (Security Hazard) est le 26e et dernier épisode de la première saison de la série Les Sentinelles de l'air.

## Synopsis
De retour d'une mission en Angleterre, la Sécurité internationale s'aperçoit qu'un passager clandestin se trouve à bord de l'engin n°2 (Thunderbird 2 en V.O). Ils feront en sorte de garder leur identité secrète.